# Правила смешивания
«Правила смешивания» (англ. Mixology) — американский ситком, премьера которого состоялась на канале ABC, как часть американского телевизионного сезона 2013-14. Телесериал был создан Джоном Лукасом и Скоттом Муром, которые так же выступили исполнительными продюсерами. Заказ на полный сезон телесериал получил 10 мая 2013 года. 19 ноября 2013 года было объявлено, что премьера телесериала состоится 26 февраля 2014 года. 8 мая 2014 года канал закрыл шоу после одного сезона.

## Производство
«Правила смешивания» был первым совместным проектом, созданным сценаристами Люкосом и Мур. В октябре 2012 года за этот проект боролось несколько телевизионных сетей, но война предложений закончилась, когда телеканал ABC заказал пилотный эпизод. В феврале 2013 года к производству телесериала присоединилась «Seacrest’s production» и Васс стала частью производственного процесса.

### Подбор актеров
Из 10 актеров, которые были заявлены в самом начале создания ситкома, только Мерседес Масун покинула телесериал в марте 2013, переключившись на другой проект. Через неделю ей нашли замену в лице Джинджер Гонзагы.

## Синопсис
Телесериал рассказывает о пяти женщинах и пяти мужчинах, которые встретились в ночном клубе «Микс» на Манхэттен. Каждый эпизод рассказывает об их жизни и том, как судьба завела их в этот бар, в этот самый вечер.

## В ролях
- Адам Кэмпбелл — Рон, неудачный интернет-предприниматель
- Адан Канто — Доминик, загадочный бармен
- Блейк Ли — Том, недавно расставшийся мужчина, который давно не выбирался «в свет»
- Эндрю Сантино — Брюс, тараторящий друг Тома
- Крэйг Фрэнк — Кэл, красивый и уверенный в себе мужчина, который так же является одним из лучших друзей Тома
- Алексис Карра — Джессика, агрессивная матерь-одиночка
- Фрэнки Шоу — Фабьен, подруга-конкурентка Джессики
- Джинджер Гонзага — Майя, жесткий и красивый адвокат
- Кейт Симсес — Лив, подруга Майи
- Ванесса Ленгиз — Кейси

## Список эпизодов
| №  | Название                                             | Режиссёр               | Автор сценария                | Дата премьеры   | Зрители в США (млн) |
| -- | ---------------------------------------------------- | ---------------------- | ----------------------------- | --------------- | ------------------- |
| 1  | «Том и Мая» «Tom & Maya»                             | Ларри Чарльз           | Джон Лукас и Скотт Мур        | 26 февраля 2014 | 4.98                |
| 2  | «Лив и Рон» «Liv & Ron»                              | Майкл МакДональд       | Джон Лукас и Скотт Мур        | 5 марта 2014    | 4.64                |
| 3  | «Брюс и Джессика» «Bruce & Jessica»                  | Адам Дэвидсон          | Ира Унгерилидер               | 12 марта 2014   | 4.29                |
| 4  | «Кэл и Кэйси» «Cal & Kacey»                          | Ричи Кин               | Лара Олсен и Патти Карр       | 19 марта 2014   | 3.66                |
| 5  | «Фэб и Джессика и Доминик» «Fab & Jessica & Dominic» | Джон Фортенберри       | Джон Энбом                    | 26 марта 2014   | 4.85                |
| 6  | «Том и Майя. Часть II» «Tom & Maya Part II»          | Ричи Кин               | Вали Чандрасекаран            | 2 апреля 2014   | 4.33                |
| 7  | «Брюс и Фэб» «Bruce & Fab»                           | Майкл МакДональд       | Глория Калдерон Келлетт       | 9 апреля 2014   | 3.65                |
| 8  | «Джессика и Рон» «Jessica & Ron»                     | Эял Гордин             | Эйша Карр                     | 16 апреля 2014  | 3.86                |
| 9  | «Доминик и Кэйси» «Dominic & Kacey»                  | Скотт Эллис            | Джаред Миллер                 | 23 апреля 2014  | 4.32                |
| 10 | «Лиф и Джим» «Liv & Jim»                             | Алекс Хардкасл         | Джон Блэкстиид и Трэй Коллмер | 30 апреля 2014  | 3.78                |
| 11 | «Брюс и Майя» «Bruce & Maya»                         | Джеффри Уокер          | Дэйв Хорвиц и Мария Пинсон    | 7 мая 2014      | 3.84                |
| 12 | «Последний звонок» «Last Call»                       | Эллиот Хегарти         | Мэтт Доннелли                 | 14 мая 2014     | 3.99                |
| 13 | «Время закрытия» «Closing Time»                      | Джон Лукас и Скотт Мур | Джон Лукас и Скотт Мур        | 21 мая 2014     | 4.04                |

## Телевизионные рейтинги
| №. | Название                  | Дата выхода в США | Рейтинг (18-49) | Зрителей США (Миллионы) | DVR (18-49) | Зрителей DVR (миллионы) | Всего (18-49) | Всего зрителей (миллионы) |
| -- | ------------------------- | ----------------- | --------------- | ----------------------- | ----------- | ----------------------- | ------------- | ------------------------- |
| 1  | «Tom & Maya»              | 26 февраля 2014   | 1.7/5           | 4.98                    | н/д         | н/д                     | н/д           | н/д                       |
| 2  | «Liv & Ron»               | 5 марта 2014      | 1.7/5           | 4.64                    | н/д         | н/д                     | н/д           | н/д                       |
| 3  | «Bruce & Jessica»         | 12 марта 2014     | 1.5/4           | 4.29                    | н/д         | н/д                     | н/д           | н/д                       |
| 4  | «Cal & Kacey»             | 19 марта 2014     | 1.2/3           | 3.66                    | н/д         | н/д                     | н/д           | н/д                       |
| 5  | «Fab & Jessica & Dominic» | 28 марта 2014     | 1.6/5           | 4.85                    | н/д         | н/д                     | н/д           | н/д                       |
| 6  | «Tom & Maya Part II»      | 2 апреля 2014     | 1.6/4           | 4.33                    | н/д         | н/д                     | н/д           | н/д                       |
| 7  | «Bruce & Fab»             | 9 апреля 2014     | 1.2/4           | 3.65                    | н/д         | н/д                     | н/д           | н/д                       |
| 8  | «Jessica & Ron»           | 16 апреля 2014    | 1.2/3           | 3.86                    | н/д         | н/д                     | н/д           | н/д                       |
| 9  | «Dominic & Kacey»         | 23 апреля 2014    | 1.5/4           | 4.32                    | н/д         | н/д                     | н/д           | н/д                       |
| 10 | «Liv & Jim»               | 30 апреля 2014    | TBA             | TBA                     | TBA         | TBA                     | TBA           | TBA                       |
| 11 | «Bruce & Maya»            | 7 мая 2014        | TBA             | TBA                     | TBA         | TBA                     | TBA           | TBA                       |
| 12 | «Last Call»               | 14 мая 2014       | TBA             | TBA                     | TBA         | TBA                     | TBA           | TBA                       |
| 13 | «Closing Time»            | 21 мая 2014       | TBA             | TBA                     | TBA         | TBA                     | TBA           | TBA                       |